# Исахая Сигэюки
Исахая Сигэюки (яп. 諫早 茂行, 27 декабря 1714 — 22 июля 1765) — самурай княжества Сага периода Эдо, 8-й глава рода Исахая. 

## Биография
Родился 27 декабря 1714 года как второй сын Исахаи Сигэхару, 7-го владетеля деревни Исахая, и Офуку, дочери Исахаи Сигэмото.
В 1732 стал новым главой семьи. В декабре 1751 года он был уличён в незаконном вмешательстве в вопрос наследования через приёмного сына и был помещён под домашний арест, а его земельное владение сократили на 4000 коку и передали семейное главенство сыну Юкинори. Это наказание привело к финансовым трудностям, что вызвало недовольство среди вассалов и крестьян, которые попытались подать прямую жалобу сёгунату, спровоцировав так называемое «волнение в Исахае». После отставки Сигэюки сменил имя на Сигэвата (茂綿) и взял псевдоним Гусэй (愚生).
Исахая Сигэюки умер 22 июля 1765 года. Его сыновья Юкинори, Сигэнари и Сигэцугу последовательно становились главами рода.

## Семья
Одна из его наложниц была младшей сестрой ямабуси Оэмбо, мать Исахаи Юкинори. Другая наложница, дочь Мацумото Масаэмона, мать Исахаи Сигэнари.